# Mårum
Mårum er en landsby i Nordsjælland med 221 indbyggere  (2024). Mårum er beliggende i Mårum Sogn ved Gribskov seks kilometer øst for Helsinge og fire kilometer nord for Kagerup. Byen tilhører Gribskov Kommune og er beliggende i Region Hovedstaden.
Mårum Station er navnet på et trinbræt på Gribskovbanen imellem Kagerup og Gilleleje. I byen findes købmand med tankstation (OK), præstegård, Mårum Kirke og forsamlingshus. Der er en gammel skole, der i dag benyttes som lokaler til børnehave med mere.
Mårum billard Klub og den lokale idrætsforening har til huse i forsamlingshuset.
Mårum var tidligere kendt for sin kilde, hvorfra blev solgt “Maarum, naturligt mineralvand fra Den Danske Stats Kilde” på flasker, tappet af Wiibroes Bryggeri i Helsingør.
Mårum landsby omfattede i 1682 6 gårde og 3 huse uden jord. Det samlede dyrkede areal udgjorde 176,9 tønder land skyldsat til 46,11 tdr hartkorn. Dyrkningssystemet var trevangsbrug.